# Luís Filipe Andrade de Oliveira
Luís Filipe Andrade de Oliveira (30 de setembro de 1973) é um ex-futebolista profissional e treinador português que atuava como médio. Atualmente, está sem equipa.

## Carreira
Representou a Seleção Portuguesa de Futebol, nas Olimpíadas de Atlanta 1996, que terminou em quarto lugar.